# Religión en Corea del Norte
No se conocen estadísticas oficiales de las religiones en Corea del Norte. Corea del Norte es un estado laico, donde la religión pública es desalentada. Basados en las estimaciones desde finales de los años 1990 y los años 2000, Corea del Norte es en su mayoría atea y agnóstica, con la vida religiosa por las tradiciones del chamanismo coreano y el cheondoísmo. Hay pequeñas comunidades budistas y cristianas. El cheondoísmo que está representado en la política por el Partido de los Amigos Jóvenes del Camino Celestial, y es considerado por el gobierno como la “religión nacional” de Corea debido a su identidad como minjung (popular) y el movimiento “revolucionario antiimperialista”.

## Historia
En los albores del siglo XX, casi la totalidad de la población de Corea creía en la religión chamánica étnica y practicaban ritos confucianos y el culto a los antepasados. El budismo coreano estaba casi muerto, reducida a una pequeña y débil minoría de monjes, a pesar de su larga historia y la influencia cultural, debido a la supresión de 500 años por el gobernante neoconfuciano del reino Joseon, quien tampoco tuvo en cuenta los cultos tradicionales.
En ese entorno, el cristianismo comenzó a ganar punto de apoyo desde finales del siglo XVII, debido a una intensa actividad misionera que fue ayudada por el respaldo en un principio por las partes intelectuales del silhak y el seohak, y luego, al final del siglo siguiente por el rey de Corea y la élite intelectual del Estado de Joseon en ruinas, que estaban buscando un nuevo factor social para vigorizar la nación coreana. Durante la Ocupación japonesa de Corea con el vínculo ya formado del cristianismo con el nacionalismo coreano fueron fortaleciéndose. El cristianismo se fortaleció en el norte de la península, donde el cheondoísmo y otros movimientos que intentaron reformar la religión étnica de Corea florecieron así para contrarrestar la influencia cristiana.

### Antigua Corea
En la antigüedad todos los coreanos creían en su religión étnica socialmente guiados por los mu (chamanes). El budismo fue introducido desde el Estado chino de Qin Anterior en el 372 al Estado norteño coreano de Goguryeo, y se convirtió en formas coreanas distintivas. En ese momento, la península coreana se dividió en tres reinos, el ya mencionado Goguryeo en el norte, Baekje en el suroeste, y Silla en el sureste. El budismo llegó a Silla solo en sl siglo V, pero se convirtió en religión de Estado solo en ese reino en el año 552. En Goguryeo la religión étnica de Corea se mantuvo dominante, mientras que el budismo se extendió más en Silla y Baekje (ambas áreas comprendidas en la moderna Corea del Sur).
En el siguiente Estado unificado de Koryo (918 - 1392), que se desarrolló desde Goguryeo incoporando los reinos del sur. El budismo floreció hasta convertirse en una fuerza política. En el mismo periodo, la influencia del confucianismo chino, penetró en el paísy llevó a la formación del confucianismo coreano que se habría convertido en la ideología de Estado y la religión del siguiente Estado de Joseon.
El reino Joseon (1392 - 1910), estrictamente neoconfuciano, reprimió duramente el budismo coreano y el chamanismo coreano. al igual que al taoísmo provenientes de Koguryo y Koryo. Los monasterios budistas fueron destruidos y su número se redujo de varios de cientos a meramente treinta y seis; el budismo fue erradicado de la vida de los pueblos como monjes y monjas fueron prohibidos de ingresar y fueron marginados a las montañas. Estas restricciones duraron hasta el siglo XIX.

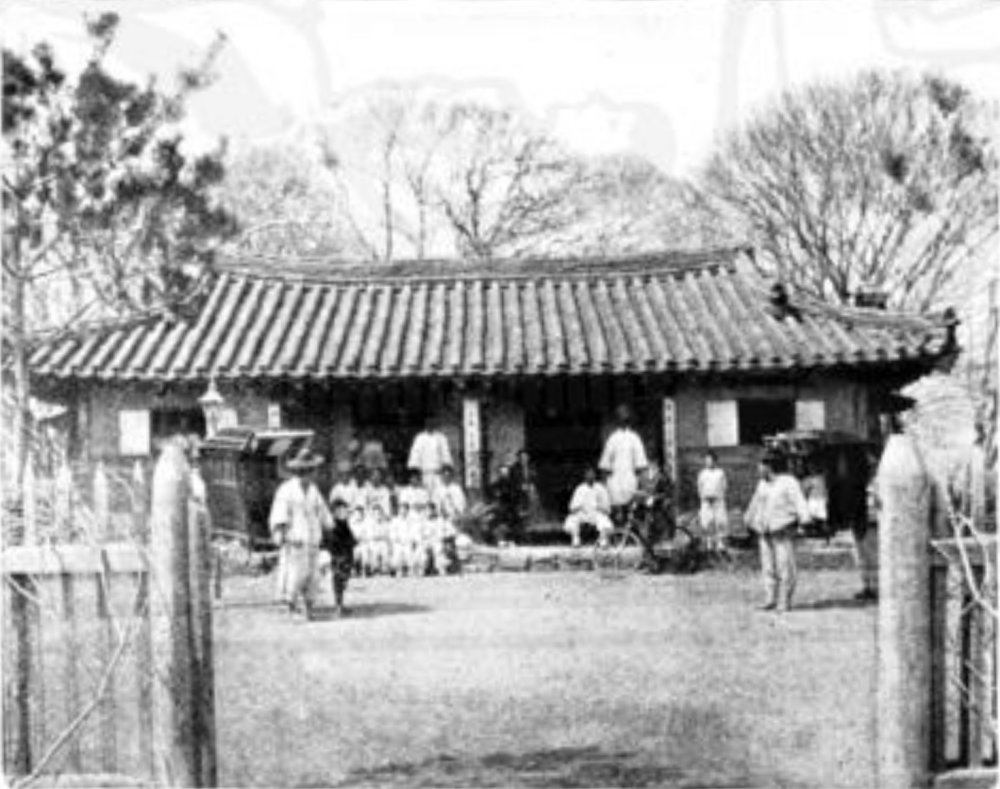
Una iglesia evangélica de Sorae (ahora Ryongyon, Hwanghae del Sur) en 1895.

A finales del siglo XIX, el Estado Joseon estaba colapsando política y culturalmente. La intelligentsia estaba buscando soluciones para revitalizar y transformar la nación. Fue en este período crítico que entraron en contacto con los misioneros occidentales protestantes que ofrecieron una solución a la difícil situación de los coreanos. Las comunidades cristianas ya existían en Joseon, sin embargo, fue solamente por los años 1880 que el gobierno permitió que un gran número de misioneros occidentales entrarán en el país. Los misioneros protestantes crearon escuelas, hospitales y agencias de publicación. El monarca de Corea y su familia tácitamente apoyaron al cristianismo. Desde finales del siglo XIX, el noroeste de Corea, y Pionyang en particular, se convirtió en un bastión del cristianismo. Como resultado, Pionyang fue llamada la "Jerusalén del Oriente".
Durante la ocupación japonesa de Corea (1910 - 1945) el enlace ya formado del nacionalismo coreano con el cristianismo se fortaleció, ya que los japoneses trataron de imponer el sintoísmo estatal y los cristianos se negaron a participar en los rituales sintoístas. Al mismo tiempo, numerosos movimientos religiosos que desde el siglo XIX habían estado tratando de transformar la religión étnica de Corea, notablemente el cheondoísmo floreció gracias a la rebelión campesina Tonghak del año Kabo.
Los escritos del líder revolucionario norcoreano Kim Il-sung abordan la religión en el contexto de la lucha de liberación nacional contra Japón. Kim argumentó que si una religión "ora para infligir un castigo divino a Japón y bendecir a la nación coreana", entonces es una "religión patriótica" y sus creyentes son patriotas y que en el contexto de una lucha por la salvación nacional contra Japón, los religiosos que comparten la agenda de liberación deben ser bienvenidos en las filas. Kim criticó el credo cristiano protestante, afirmando que si bien "no hay ley que impida que los creyentes religiosos hagan la revolución", la falta de acción condujo a la "no resistencia" y los salmos por sí solos no pudieron bloquear a las armas japonesas cuando las "batallas decisivas" eran necesarias.

### 1945-actualidad — Corea del Norte

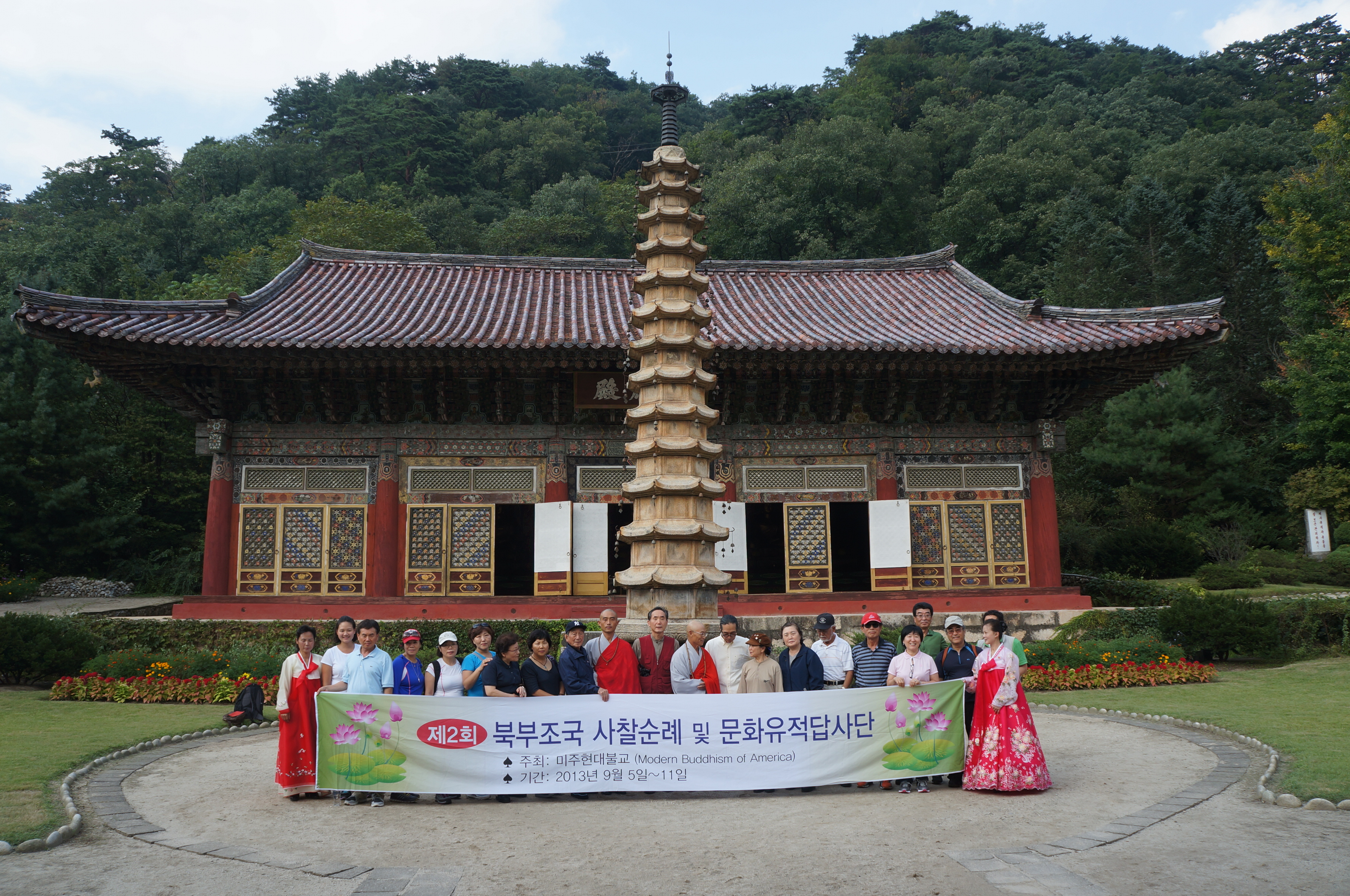
Delegación del grupo «Budismo Moderno Estadounidense», de coreanos-estadounidenses de Nueva York, en Pohyonsa en el 2013.

La península de Corea fue dividida en dos Estados en 1945, el norte comunista y el sur capitalista. La mayoría de los coreanos cristianos, que habían estado hasta entonces en la mitad norte de la península, huyeron a Corea del Sur. Por el contrario, la mayoría de cheondoístas coreanos se mantuvieron en la recién formada Corea del Norte. En el momento de la partición eran 1 500 000, o el 16% de población de Corea del Norte. Participan en la política de Corea del Norte a través del Partido de los Jóvenes Amigos del Camino Celestial. 
El líder norcoreano, Kim Il-sung, atribuyó la relativa falta de práctica religiosa del norte en parte como resultado de las campañas de bombardeo de Estados Unidos en la guerra de Corea, que destruyeron lugares de culto, crucifijos, íconos y biblias: "los creyentes fueron asesinados y pasaron al mundo del más allá". Kim relató que los creyentes vieron sus lugares de culto destruidos por los cristianos, y que los norcoreanos encontraron su fe "impotente para dar forma al destino de los seres humanos". En su análisis, Kim afirmó que los coreanos en el norte se centraron en reconstruir el país en lugar de iglesias y, además, que la generación más joven simplemente no creía que el paraíso se pudiera obtener a través de la adoración y simplemente optó por no abrazar la religión.
Después de la guerra, los cristianos generalmente se organizaron en iglesias domésticas o pequeñas congregaciones. En la década de 1960, el gobierno permitió doscientas congregaciones informales en antiguos centros de cristiandad.
En 1994, el Comité Central de Orientación de la Asociación Chondoísta de Corea organizó una impresionante ceremonia en el reconstruido mausoleo de Dangun (mítico fundador de la nación coreana), cerca de Pionyang.
A partir de los años 2010 no existen publicaciones de estadísticas oficiales conocidas sobre la demografía religiosa de Corea del Norte. Sin embargo, según algunas estimaciones a partir del 2005 en Corea del Norte hay 3 846 000 (16% de la población total) de creyentes del chamanismo coreano, 3 245 000 (13,5%) de cheondoístas, 1 082 000 (4,5%) de budistas, y 406 000 (1,7%) de cristianos.
A partir del 2005 en Corea del Norte hay aproximadamente 800 iglesias cheondoístas en todo el país y un gran edificio central en Pionyang, 60 templos budistas (mantenidos más como reliquias que como lugares de culto), y 5 iglesias cristianas —3 iglesias evangélicas, 1 iglesia católica y 1 iglesia ortodoxa rusa—, las cuales se encuentran en Pionyang.

## Religión y políticas
Información adicional: Libertad de religión en Corea del Norte

### IdeologíaJuche
Diferentes actitudes oficiales hacia la religión organizada se reflejan en diversas constituciones. El artículo 14 de la Constitución de 1948 se señalaba que «los ciudadanos de la República Popular Democrática de Corea tendrán libertad de creencias religiosas y de llevar a cabo los servicios religiosos». El artículo 54 de la Constitución de 1972 se indica que «los ciudadanos tienen libertad religiosa y la libertad para oponerse a la religión» (también traducido como «libertad de propaganda antirreligiosa»). Algunos observadores argumentaron que se produjo el cambio porque en 1972 las autoridades políticas ya no necesitaban el apoyo de las religiones organizadas tan debilitadas. En la Constitución de 1992, el artículo 68 otorga libertad de creencias religiosas y garantiza el derecho de construir edificios de uso religioso y ceremonias religiosas. El artículo también afirma que «nadie puede utilizar la religión como un medio para arrastrar en las potencias extranjeras o de destruir al Estado o el orden social». Corea del Norte ha estado representada en las conferencias religiosas internacionales por parte de organizaciones religiosas patrocinadas por el Estado, tales como la Federación Coreana Budista, la Federación Cristiana Coreana, la iglesia chondoísta y el Partido Chondoísta.
El culto a los Kim, junto con la doctrina Juche (autosuficiencia) son dichos por algunos que tienen connotaciones religiosas. El Juche apareció en los años 1960 como una idea de la autonomía nacional, pero se ha desarrollado los caracteres universales. La doctrina proclama que los seres humanos deben liberarse de cualquier dependencia de las ideas espirituales y darse cuenta de que, trabajando juntos, pueden lograr todos sus objetivos sin ayuda sobrenatural. Se promete a los creyentes que, a través de unirse a la comunidad Juche, que pueden superar la muerte y convertirse en inmortales. De acuerdo con las enseñanzas Juche, los seres humanos solo existen en contextos sociales. no hay un humano que esté completamente solo, que no tiene relaciones o interacciones con otros seres humanos. Los seres humanos continuarán existiendo incluso después de la muerte física solo si la sociedad los define que continúan existiendo.
Algunos estudiosos ven al Juche como tener características confucianas, pero sin la estructuración confuciana del parentesco acentral de la sociedad. Por el contrario, el objetivo de Juche es una comunidad nacional. Por otra parte, el Juche tiene como su foco espiritual a la figura mitificada de Kim Il-sung. Se ganó connotaciones míticas que ya en los años 1930 por sus heroicas acciones contra los invasores japoneses. En los escritos Juche, Kim Il-sung y sus sucesores a veces son representados como seres divinos. Además, el calendario Juche de Corea del Norte cuenta los años a partir del nacimiento de Kim Il-sung en 1912.
Otros estudios muestran a cristianos influyendo en el Juche. Entre 1989 y 1992, las discusiones acerca de la unificación y la compatibilidad del Juche y el cristianismo tuvo lugar entre Corea del Norte, Corea del Sur y teólogos estadounidenses-coreanos. Park Seung-deok, un erudito Juche de Pionyang, llegó a la conclusión de que el Juche y el cristianismo comparten objetivos y valores comunes.

### Campañas norcoreanas antirreligión
Es muy difícil para los observadores externos para saber qué ha pasado con las entidades religiosas de Corea del Norte en los últimos 60 años debido al extremo aislamiento del Estado. Una interpretación ha sostenido que toda la actividad religiosa abierta en Corea del Norte fue perseguida y erradicada después de que Kim Il-sung tomara el poder, solo para ser revivida en el presente como parte de un programa político. Otra interpretación ha sostenido que la religión sobrevivió y ha sido restablecida genuinamente en las últimas décadas.
Kim Il-sung criticaba la religión en sus escritos, y la propaganda de Corea del Norte en la literatura, el cine y otros medios de comunicación han utilizado la religión de una manera negativa. El ataque de Kim Il-sung en la religión se basa en gran medida de la idea de que la religión había sido utilizada como una herramienta para los imperialistas en la península de Corea. Criticó a los cristianos por colaborar con las fuerzas de las Naciones Unidas en su contra durante la guerra de Corea, aunque alabó a los cristianos que lo apoyaron.
Los relatos de la guerra de Corea hablan de una dura persecución a la religión por Kim Il-sung en las áreas que controlaba. Antes de la guerra, la población cristiana de la península de Corea se concentraba principalmente en el norte; durante la guerra, muchos de estos cristianos huyeron hacia el sur. Algunas interpretaciones han considerado que la comunidad cristiana era a menudo una clase socioeconómica más alta que el resto de la población, que puede haber motivado su salida por temor a la persecución. La destrucción a gran escala causada por los ataques aéreos masivos y el sufrimiento experimentado por los norcoreanos durante la guerra de Corea contribuyeron a fomentar el odio hacia el cristianismo como la religión estadounidense.
La religión fue atacada en los años siguientes como un obstáculo para la construcción del comunismo, y muchas personas abandonaron sus religiones anteriores para ajustarse a la nueva realidad. Sobre la base de cuentas de la Guerra de Corea así como información de desertores, una interpretación ha mantenido que Corea del Norte era el único Estado del mundo que ha erradicado totalmente la religión durante los años 1960. Se cree que el budismo ha sido erradicado, bajo esta interpretación y su reaparición después se pensó que era un espectáculo. La Federación de Cristianos Coreanos en Corea del Norte (creada en 1970), bajo esta interpretación, ha sido considerada [cita requerida] una organización falsa que pretende presentar una imagen favorable hacia el mundo exterior.
Otras interpretaciones han pensado que sí representan verdaderas comunidades de fe que sobrevivieron a las persecuciones. Una interpretación ha considerado que estas comunidades religiosas pueden haber sido creyentes que realmente se adhirieron al marxismo-leninismo y al liderazgo de Kim Il-sung, asegurando así su supervivencia. Esta interpretación ha sido apoyada por la evidencia reciente que recolectó que se ha demostrado que el gobierno de Corea del Norte podría haber tolerado la existencia de hasta 200 congregaciones cristianas procomunistas durante los años 1960, y por el hecho de que varias personas de alto rango en el gobierno eran cristianos y fueron enterrados con honores (por ejemplo Kang Ryang-uk fue un ministro presbiteriano que se desempeñó como vicepresidente de Corea del Norte desde 1972 hasta 1982, y Kim Chang Jun fue un ministro metodista que se desempeñó como vicepresidente de la Asamblea Popular Suprema). Diferentes interpretaciones a menudo están de acuerdo en la desaparición de la religión bajo Kim Il-sung en las primeras décadas de su gobierno. El gobierno nunca hizo una declaración de política pública abierta sobre la religión, conduciendo a la especulación sin resolver entre los especialistas en cuanto a lo que era exactamente la posición del gobierno en cualquier punto en el tiempo.

## Principales religiones

### Chondoísmo
El chondoísmo (천도교 chondogyo) o cheondoísmo (ortografía de Corea del Sur) es una religión con raíces en el confucianismo y el chamanismo coreano. Es la dimensión religiosa del Donghak («aprendizaje oriental»), movimiento fundado por Choe Je-u (1824 - 1864), un miembro de una empobrecida familia yangban (aristocrática), en 1860 como una fuerza contraria al incremento de «religiones extranjeras», que en su opinión incluía al budismo y al cristianismo (parte de la seohak, la ola de la influencia occidental que penetró en la vida coreana a finales del siglo XIX). Choe Je-u fundó el chondoísmo después de haber sido supuestamente curado de una enfermedad por una experiencia de Sangje o Haneullim, el dios del cielo universal en el chamanismo tradicional.
El movimiento Donghak llegó a ser tan influyente entre las personas comunes que en 1864 el gobierno de Joseon condenó a muerte a Choe Je-u. El movimiento creció y en 1894 los miembros dieron lugar a la Revolución Campesina Donghak  contra el gobierno real. Con la división de Corea en 1945, la mayor parte de la comunidad chondoísta permaneció en el norte, donde la mayoría de ellos habitaban.
El chondoísmo es la única religión que es favorecida por el gobierno de Corea del Norte. Tiene representación política como el Partido de los Amigos Jóvenes del Camino Celestial, y es considera por el gobierno como la «religión nacional de Corea» debido a su identidad como un minjung (popular) y «movimiento revolucionario antiimperialista».

### Chamanismo coreano
El chamanismo coreano, también conocido como «muismo» (무교 mugyo, «mu [chamán] religión») o «sinismo» (신교 singyo, «religión de los shin (hanja: 神) [dioses]»), es la religión étnica de Corea y los coreanos. Aunque se utilizan como sinónimos, los dos términos no son idénticos: Jung Young Lee describe al muism como una forma de sinismo —la tradición chamánica dentro de la religión. Otros nombres para la religión son «sindo» (신도 «camino de los dioses») o «sindoísmo» (신도교 sindogyo «religión del camino de los dioses»).
En el idioma coreano contemporáneo el chamán-sacerdote o mu (hanja: 巫) es conocido como mudang (hangul: 무당 hanja: 巫堂) si es mujer o baksu si es hombre, aunque se utilizan otros nombres y locuciones. El chamán coreano mu es sinónimo del chino wu, que define a sacerdotes hombres y mujeres. el papel del mudang es actuar como intermediario entre los espíritus o dioses, y la llanura humana, a través del gut (ritual), tratar de resolver los problemas en los patrones de desarrollo de la vida humana.
Lo central para la fe es la creencia en el haneullim o hwanin, que significa «fuente de todo ser», y de todos los dioses de la naturaleza, el máximo dios o de la mente suprema. Los mu son descritos míticamente como descendientes del «rey celestial», el hijo de la «santa madre [del rey celestial]», a menudo con la investidura se transmite el linaje femenino de la princesa. Sin embargo, otros mitos enlazan la herencia de la fe tradicional de Dangun, hijo hombre del rey celestial y el inciador de la nación coreana.
El muismo coreano tiene similitudes con el wuismo chino, el shintō japonés, y con las religiones tradicionales de Siberia, Mongolia y Manchuria. Como se ha destacado en los estudios antropológicos, el dios ancestral de Corea, Dangun, está relacionado con el «cielo» uralo-altaico tengri, el chamán y el príncipe. El mudang es similar a las miko japonesas y al yuta ryukyukano. El muismo ha ejercido una influencia sobre algunas nuevas religiones coreanas, como el chondoísmo en Corea del Norte. De acuerdo con diversos estudios sociológicos, muchas iglesias cristianas en Corea hacen uso de prácticas arraigadas en el chamanismo como la teología chamánica coreana tiene afinidad con la del cristianismo.
En los años 1890, el ocaso del Reino Joseon, los misioneros protestantes ganaron significativa influencia, y dirigieron una demonización de la religión tradicional a través de la prensa, e incluso llevaron a cabo campañas de represión física de cultos locales. El discurso protestante había tenido una influencia en todos los intentos posteriores para arrancar de raíz el muismo.
No se tiene conocimiento acerca de la supervivencia del chamanismo coreano en la Corea del Norte contemporánea. Muchos chamanes del norte, desplazados por la guerra y la política, emigraron a Corea del Sur. Los chamanes en Corea del Norte eran (o son) del mismo tipo de los de las zonas norte y central de Corea del Sur (kangshinmu).

## Religiones minoritarias

### Budismo

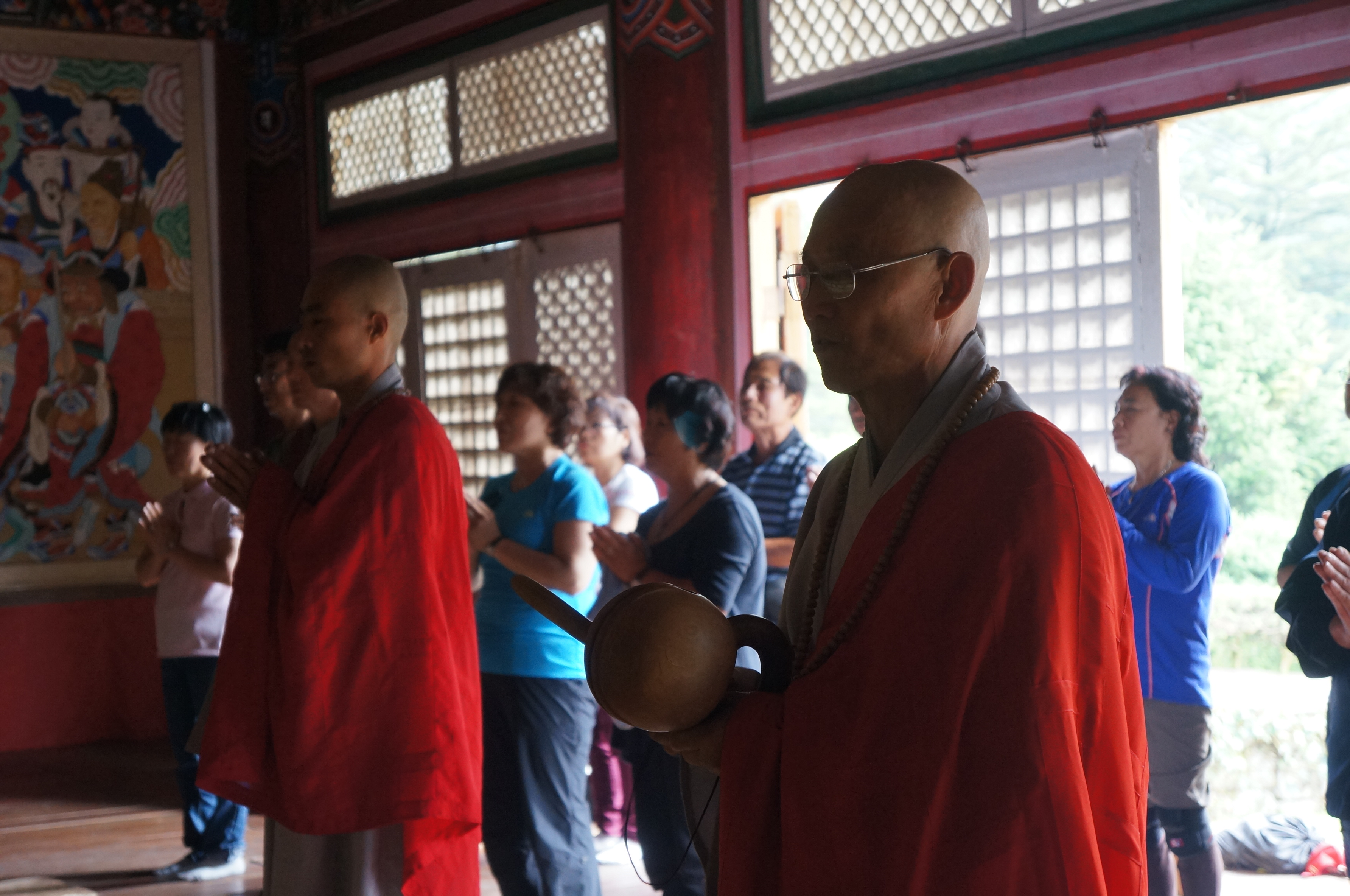
Servicio budista en el templo Pohyon, en el monte Myohyangsan, en el Condado de Hyangsan, P'yŏngan del Norte. Tómese en cuenta que los participantes son miembros de un grupo budista coreano-estadounidense que visita el templo.

El budismo (불교 pulgyo) llegó a Corea desde China durante el periodo de los tres reinos (372 o siglo IV). El budismo fue la religión dominante y de influencia cultural en los Estados de Silla (668 - 935) y subsecuentemente en Koryo (918 - 1392). El confucianismo también fue llevado a Corea desde China en los primeros siglos y se formuló como el confucianismo coreano en Koryo. Sin embargo, no fue hasta la posterior Dinastía Joseon (1392 - 1910) que el confucianismo coreano fue establecido como ideología de Estado y religión, y el budismo en Corea fue sometido a 500 años de supresión, desde que comenzó a recuperarse solo en el siglo XX.
Los budistas son una minoría en Corea del Norte, y sus tradiciones se han desarrollado de manera diferente a las de los budistas en Corea del Sur después de la división del país. El budismo en Corea del Norte es practicado bajo los auspicios de la Federación Budista Coreana, un órgano del aparato estatal de Corea del Norte. Los monjes budistas de Corea del Norte son totalmente dependientes de los salarios estatales para su sustento, así como la autorización estatal para ejercer. A partir del 2009, el líder de la Federación Coreana Budista es Yu Yong-sun.
Solamente hay 60 templos budistas en el país, y son vistos como reliquias culturales del pasado de Corea en vez de lugares de culto activo. Además, hay un colegio de 3 años para la formación del clero budista. Un renacimiento limitado del budismo al parecer se está llevando a cabo. Esto incluye el establecimiento de una academia de estudios budistas y la publicación de una traducción de 25 volúmenes de la Tripitaka Coreana, o escrituras budistas que había sido talladas en 80 000 bloques de madera y se mantuvieron en el templo en Myohyangsan en el centro de Corea del Norte. Recientemente, líderes budistas de Corea del Sur han sido autorizados a viajar a Corea del Norte y participar en ceremonias religiosas o dar ayuda a los civiles.

### Cristianismo
Información adicional: Iglesia católica en Corea del Norte

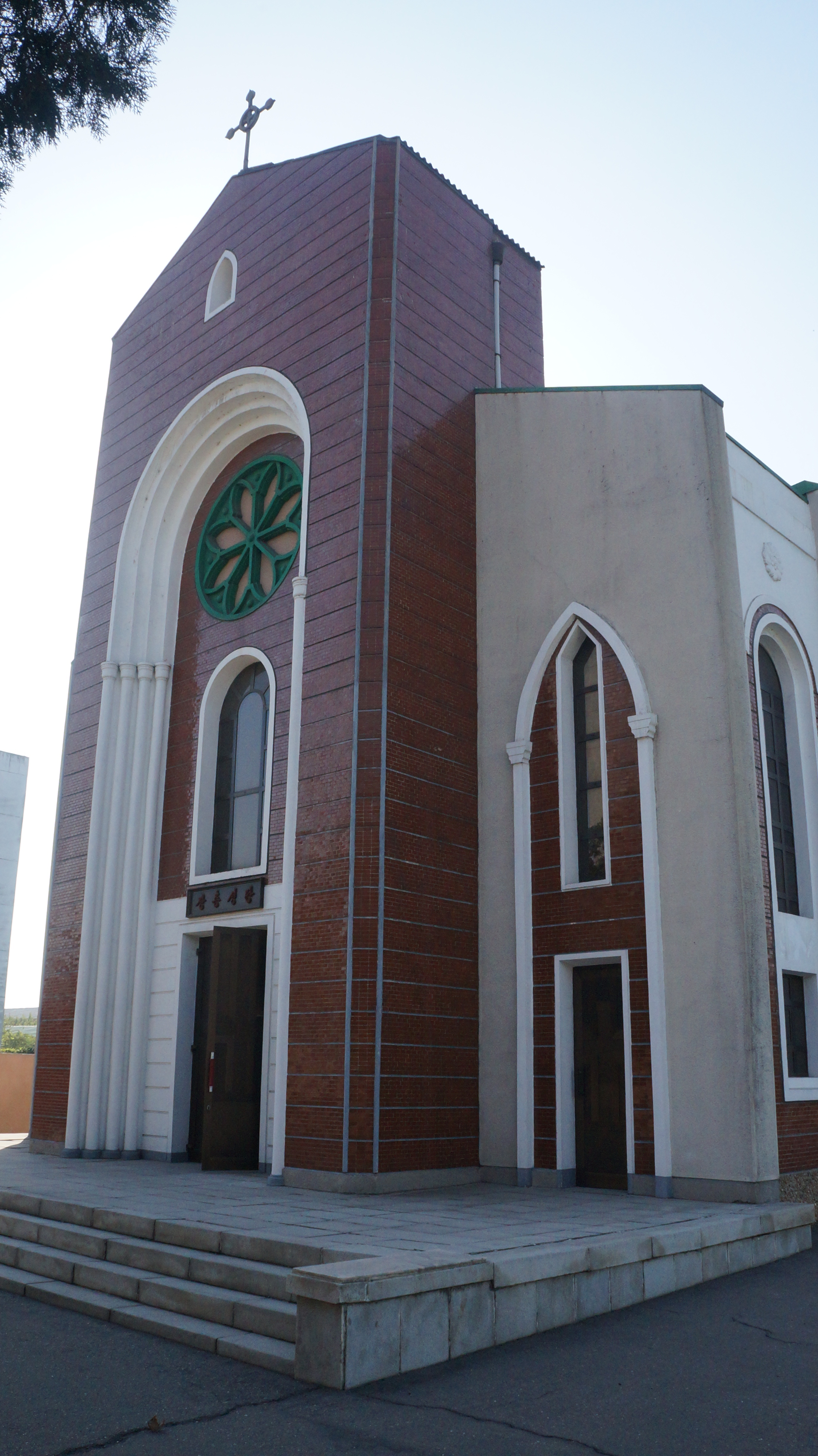
Fachada de la Catedral de Changchung.

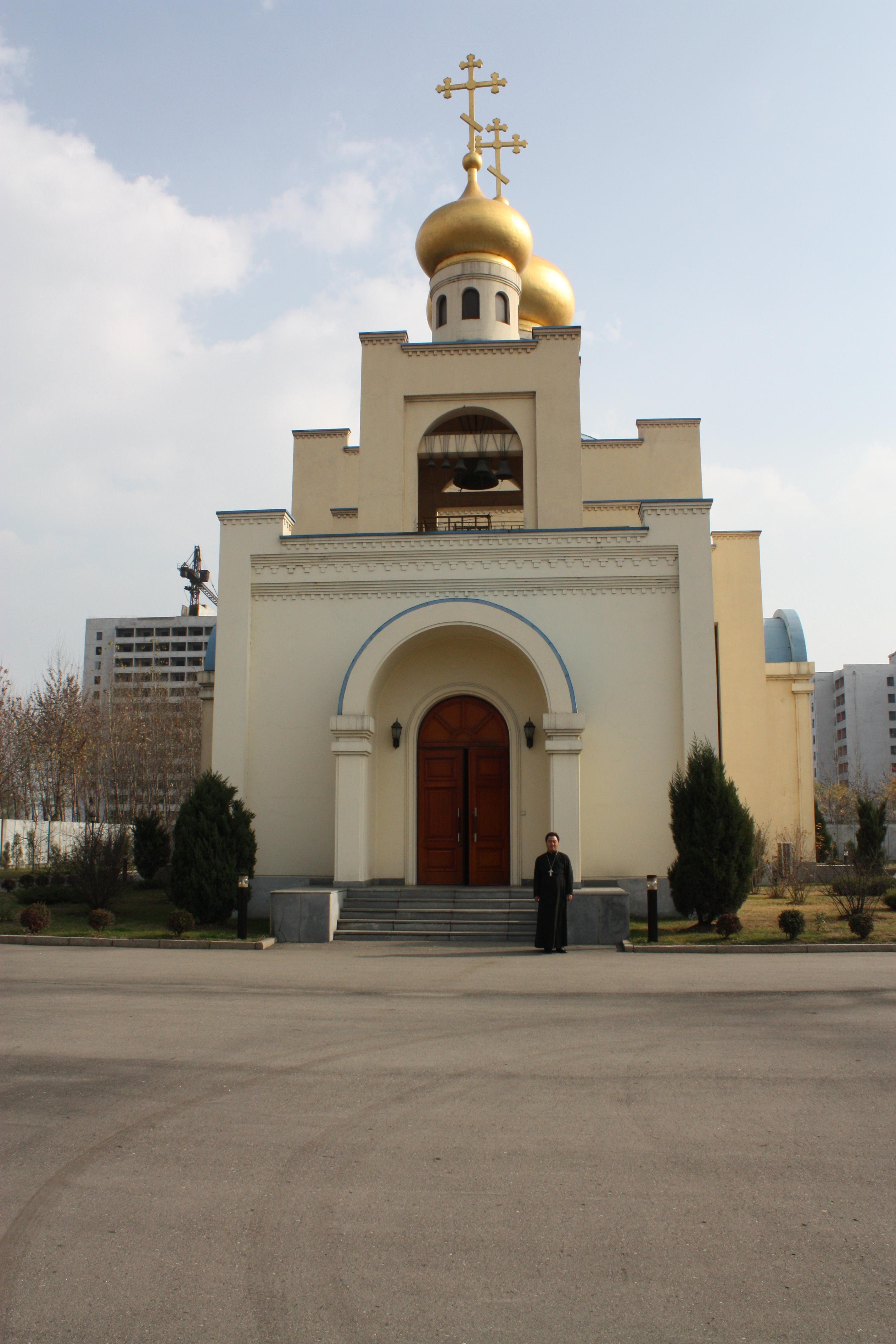
Iglesia de la Trinidad Vivificante de la Iglesia ortodoxa rusa en Pionyang.

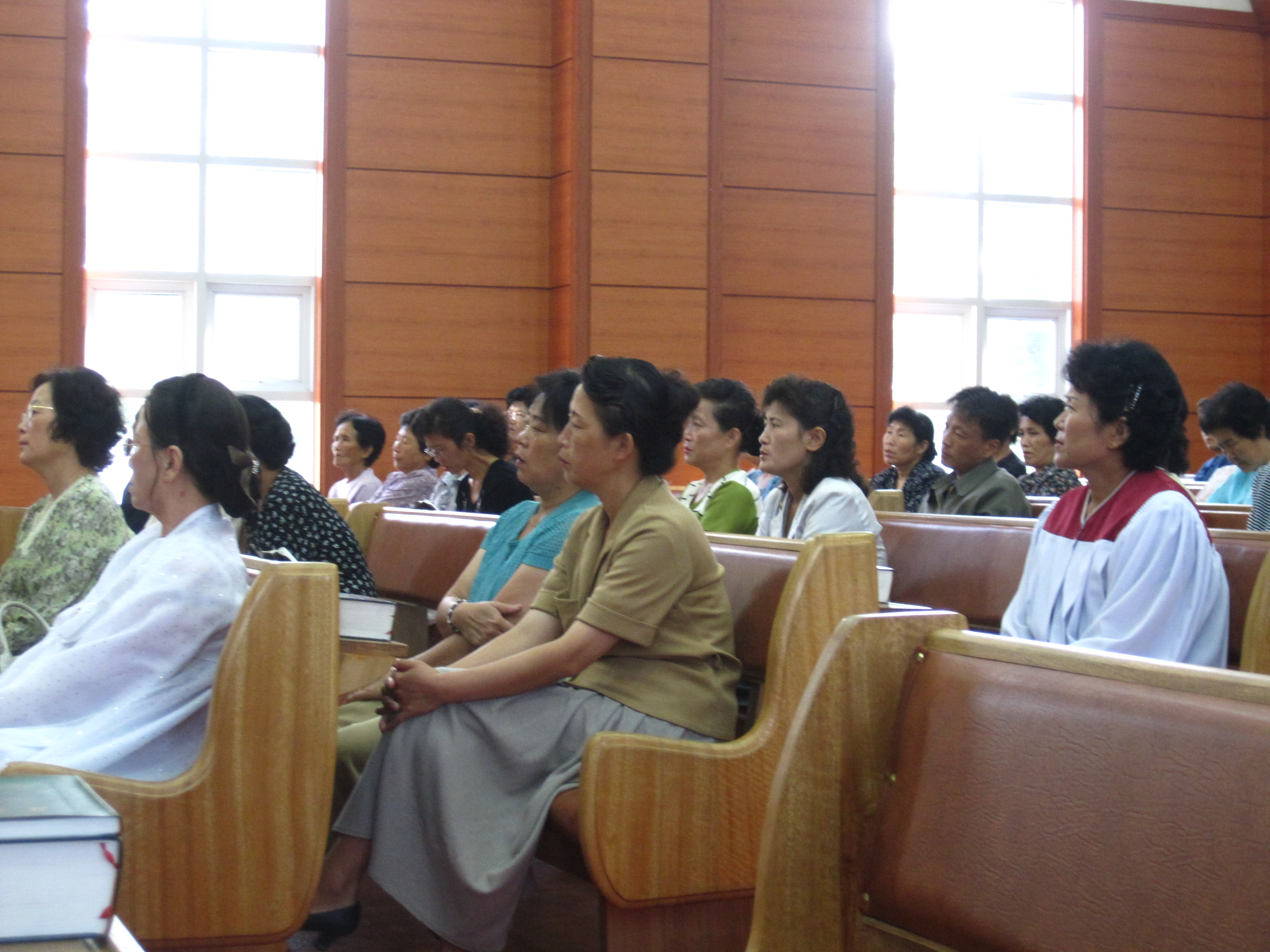
Creyentes protestantes en la Iglesia de Bongsu en Pionyang.

El cristianismo (chosŏn'gŭl: 그리스도교) (MR: kurisudogyo) se hizo muy popular en el norte de Corea desde finales del siglo XVIII hasta el siglo XIX. Los primeros misioneros católicos llegaron en 1794, una década después del regreso de Yi Sung-hun, un diplomático que fue el primer coreano bautizado en Pekín. Estableció una base del movimiento católico laico en la península. Sin embargo, los escritos del misionero jesuita Matteo Ricci, que residía en la corte imperial en Pekín, habían sido llevados a Corea desde China en el siglo XVII. Los estudiosos de la silhak («conocimiento práctico»), fueron atraídos a la doctrina católica, y esto fue un factor clave para la difusión de la fe católica en los años 1790. La penetración de las ideas occidentales y el Cristianismo en Corea se hicieron conocidos como seohak («conocimiento occidental»). Un estudio de 1801 encontró que más de la mitad de las familias que se habían convertido al catolicismo estaban vinculadas a la escuela silhak. En gran parte porque los conversos se negaron a realizar los rituales ancestrales de Confucio, el gobierno de Joseon prohibió el proselitismo del cristianismo. Algunos católicos fueron ejecutados durante el siglo XIX, pero la ley restrictiva no se hizo cumplir estrictamente.
Los misioneros protestantes entraron en Corea durante los años 1880 y, junto con los sacerdotes católicos, se convierten en un número notable de coreanos esta vez con el apoyo tácito del gobierno real. Especialmente los misioneros metodistas y presbiterianos fueron exitosos. Establecieron escuelas, universidades, hospitales y orfanatos y jugaron un papel importante en la modernización del país. Durante la ocupación colonial japonesa, los cristianos estaban en las primeras filas de la lucha por la independencia. Los factores que contribuyen al crecimiento del protestantismo incluyen el estado decadente del budismo coreano, el apoyo de la élite intelectual, y el fomento de la autoayuda y autogobierno entre los miembros de la iglesia coreana, y finalmente la identificación del cristianismo con el nacionalismo coreano.
Un gran grupo de cristianos vivía en la mitad norte de la península (que era parte del denominado «Avivamiento de Manchuria») donde la influencia confuciana no era tan fuerte como en el sur. Antes de 1948 Pionyang era un importante centro cristiano: una sexta parte de su población de alrededor de 300 000 personas eran cristianos conversos. La ciudad era conocida como «La Jerusalén del Este».
Muchos comunistas coreanos procedían de origen cristiano; la madre de Kim Il-sung, Kang Pan-sok, era diaconisa presbiteriana. Asistió a una escuela misionera y tocaba el órgano en la iglesia. En sus memorias En el transcurso del siglo, él escribió: "No creo que el espíritu del cristianismo que predica la paz y la armonía universales contradiga mi idea de defender una vida independiente para el hombre". Sin embargo, en 1945, con el establecimiento del régimen comunista en el norte, la mayoría de los cristianos huyeron a Corea del Sur para escapar de la persecución. El cristianismo fue desalentado por el gobierno de Corea del Norte debido a su asociación con Estados Unidos.
En los años 1980, Corea del Norte produjo su propia traducción de la Biblia, que desde entonces ha sido utilizado por los misioneros del sur que intentan evangelizar el norte. A finales de los años 1980, se puso de manifiesto que las personalidades cristianas estaban activas en el gobierno élite. En esos años, tres nuevas iglesias, dos evangélicas y una católica, se abrieron en Pionyang.
Otros signos de cambio de actitud del régimen hacia el cristianismo incluyen la celebración del «Seminario Internacional de los Cristianos del Norte y del Sur para la Paz y la Reunificación de Corea» en Suiza en 1988, permitiendo que los representantes papales asistan a la apertura de la Catedral de Changchung de Pionyang en ese mismo año, y el envío de dos sacerdotes novicios de Corea del Norte para estudiar en Roma. Un seminario protestante en Pionyang enseñó a futuros líderes del gobierno norcoreano. Una nueva asociación de católicos se estableció en junio de 1988. Un pastor evangélico norcoreano informó en una reunión de 1989 del Consejo Nacional de Iglesias en Washington que su país tiene 10 000 protestantes y 1000 católicos, que rinden culto en 500 iglesias en sus casas. En 1992, el evangelista Billy Graham visitó Corea del Norte para predicar en la Universidad Kim Il-sung, mientras que en el 2008 Franklin Graham visitó el país. En 1991, Corea del Norte invitó al Papa Juan Pablo II a visitar el país. En 2018, el gobierno invitó al Papa Francisco a hacer una visita. A finales de 2018 el metropolitano de la Iglesia ortodoxa rusa, Hilarión Alféyev, visitó Corea del Norte, se reunió con funcionarios y presidió un servicio en la Iglesia de la Trinidad Vivificante en Pionyang.
El cristianismo en Corea del Norte está representado oficialmente por la Federación Cristiana Coreana, un organismo controlado por el Estado responsable de los contactos con las iglesias y los gobiernos en el extranjero. En Pionyang hay cinco edificios religiosos, la Catedral de Changchung, tres iglesias evangélicas inauguradas en 1988 en presencia de autoridades religiosas surcoreanas, y una iglesia ortodoxa rusa consagrada en el 2006.
El apoyo internacional de la Universidad de Ciencia y Tecnología de Pionyang opera con una ética cristiana. Los grupos de ayuda cristiana, incluido el American Friends Service Committee, el Comité Central Menonita, la Fundación Eugene Bell y World Vision International, pueden operar en el país, pero no se les permite hacer proselitismo.
En 2016, la Navidad se celebró en Corea del Norte, pero con los matices religiosos minimizados. En 2018, el Consejo de Religiosos de Corea del Norte envió un mensaje de Navidad a Corea del Sur que expresaba el deseo de que los creyentes de ambos lados "vayan de la mano hacia la paz y la unificación, llenos de bendiciones por Cristo el Señor".
Según Puertas Abiertas, Corea del Norte es el país en el que más se persigue a los cristianos.

### Islam
El Pew Research Center estima que había 3.000 musulmanes en Corea del Norte en 2010, un aumento de los 1.000 musulmanes que había en 1990. Hay una mezquita en la embajada iraní en Pionyang llamada mezquita Ar-Rahman, la única mezquita en el país. La mezquita probablemente fue construida por el personal de la embajada, pero las visitas de otros extranjeros, también se considera posible.